# (22997) 1999 VT70
1999 في تي 70 (ويعرف أيضًا باسم (22997) 1999 في تي 70 وفق تسمية الكوكب الصغير) (بالإنجليزية: 1999 VT70)‏ هو كويكب ضمن حزام الكويكبات؛ وترتيبه 22997 من حيث الاكتشاف.
اكتُشف هذا الجُرم الفلكي بواسطة بحث لنكولن عن الكويكبات القريبة من الأرض في 4 نوفمبر 1999.

## وصلات خارجية
- (22997) 1999 VT70 في قاعدة بيانات مختبر الدفع النفاث لأجرام النظام الشمسي الصغيرة

- الاكتشاف · مخطط المدار ·  العناصر المدارية · المعلمات المادية

- (22997) 1999 VT70 على موقع ويكي سكاي: DSS2, SDSS, GALEX, IRAS, Hydrogen α, X-Ray, Astrophoto, Sky Map, Articles and images